# Ischnoptera vulpina
Ischnoptera vulpina är en kackerlacksart som beskrevs av Morgan Hebard 1916. Ischnoptera vulpina ingår i släktet Ischnoptera och familjen småkackerlackor. Inga underarter finns listade i Catalogue of Life.